# Долня Почехова
Долня Почехова (словен. Dolnja Počehova) — поселення в общині Песниця, Подравський регіон‎, Словенія.